# 저작권특별사법경찰대 서울사무소
저작권특별사법경찰대 서울사무소는 불법 콘텐츠 유통을 단속하기 위하여 설립된 대한민국 문화체육관광부 저작권특별사법경찰대 소속의 특별지방행정기관이다. 저작권 침해사범 단속을 전담하는 특별사법경찰대이며 2008년 9월 18일에 발대식을 갖고 본격적인 업무를 시작했다.

## 같이 보기
- 저작권특별사법경찰대 대구사무소
- 저작권특별사법경찰대 부산사무소
- 저작권특별사법경찰대 광주사무소
- 저작권특별사법경찰대 대전사무소